# Warenwälzung
Warenwälzung bedeutet im kaufmännischen Umfeld, Produkte mit einem früher ablaufenden Mindesthaltbarkeitsdatum (MHD) in der Auslage vor frischeren Produkten vorzuziehen.
Beispiel: „Das MHD eines Joghurts läuft am 18. November ab. Ein anderer Joghurt der gleichen Marke läuft bereits am 11. November ab. Also wird der letztere Joghurt vor den ersten vorgezogen.“
Der Begriff Warenwälzung spielt besonders in Supermärkten und Discountmärkten eine wichtige Rolle und ist besonders beim Einräumen von Ware und beim Abschachteln, dem Entfernen leerer und der Zusammenfassung halbleerer Warenbehälter, zu beachten.
Besonders wichtig ist die Warenwälzung in Obst- und Gemüseabteilungen, da diese Waren sehr schnell verderben können und nicht immer über ein MHD verfügen. Ware, die beschädigt oder verdorben ist, wird regelmäßig ausgeräumt.
Ebenfalls wichtig ist die Warenwälzung bei kaltgelagerten Produkten wie Milch- und Molkereiprodukten, Frischfleisch oder Geflügelfleisch. Hier geschieht das Wälzen direkt bei der Verräumung.
Tiefkühlkost und konservierte Ware wird dagegen nur selten gewälzt.